# الخروبة (ولاية بومرداس)
خروبة هي بلدية تقع على بعد 7 كلم من مدينة بودواو الجزائرية ويوجد فيها سد قدارة وجبل بوزقزة ولها مناخ معتدل.

## الملاعب
يضم إقليم هذه البلدية العديد من ملاعب كرة القدم، منها:
1. ملعب خروبة (الإحداثيات: 36°39′30″N 3°24′23″E / 36.6583287°N 3.4063557°E)

## مواضيع ذات صلة
- بلديات ولاية بومرداس
- دوائر ولاية بومرداس